# Adela de las Mercedes Salazar Guardia
Adela de las Mercedes Salazar Guardia (San José, 20 de noviembre de 1869 - 12 de abril de 1907) fue primera dama de Costa Rica de 1902 a 1906.

## Biografía
Nació en San José, el 20 de noviembre de 1869. Era hija de Jesús Salazar Aguado y Adela Guardia Bonilla.
Contrajo nupcias en San José el 21 de diciembre de 1899 con Ascensión Esquivel Ibarra, viudo de Herminia Boza. Hija de este matrimonio fue Flora Esquivel Salazar (casada con Manuel León-Páez).
Fue primera dama de Costa Rica durante toda la administración de su esposo, de 1902 a 1906. Era de temperamento enfermizo y su salud estaba constantemente quebrantada, lo cual le obligó a excusarse frecuentemente de los compromisos protocolarios que demandaba su posición. Al término del gobierno partió a Suiza con su esposo para recibir atención médica especial, pero todos los tratamientos resultaron ineficaces. 

## Fallecimiento
Murió en San José, el 12 de abril de 1907 a los 37 años de edad. Ha sido la primera dama de Costa Rica que ha muerto más joven. Su viudo contrajo nupcias el 4 de diciembre de 1909 con su hermana Cristiana Salazar Guardia.